# اورسولا مه‌یر
اورسولا مه‌یر (فرانسوی: Ursula Meier‎) کارگردان، فیلم‌نامه‌نویس اهل سوئیس - فرانسه است.

## زندگی‌نامه
اورسولا مه‌یر زادهٔ ۲۴ ژوئن ۱۹۷۱ در بزانسون فرانسه است. او دانش‌آموخته مؤسسه هنرهای تصویری بلژیک بوده و کار خود را در عرصه سینما با دستیاری آلن تانر، فیلمساز مؤلف هموطن خود آغاز کرد.
وی آثاری مانند خانه، خواهر و دفتر خاطرات ذهنم را در کارنامهٔ خود دارد که فیلم خواهر برنده خرس نقره‌ای جشنواره بین‌المللی فیلم برلین است. او یکی از فیلمسازان حاضر در پروژه پل‌های سارایوو بود که سال ۲۰۱۴ در جشنواره بین‌المللی فیلم کن به نمایش درآمد. از فیلم‌هائی که وی در آن نقش داشته‌است می‌توان به بسامد پایین اشاره کرد.
اورسولا مه‌یر در هفتاد و یکمین جشنواره بین‌المللی فیلم کن (۲۰۱۸) در بخش دوربین طلایی ریاست هیئت داوران را بر عهده داشت.

## برای مطالعهٔ بیشتر
- "Ursula Meier, President of the Jury of the Caméra d'or". Festival de Cannes 2018 (به انگلیسی). 2018-03-27. Retrieved 2018-04-11.{{cite web}}:  نگهداری یادکرد:تاریخ و سال (link)
- "Ursula Meier to Preside Over Camera d'Or Jury at Cannes". Variety (به انگلیسی). 2018-03-27. Retrieved 2018-04-11.{{cite web}}:  نگهداری یادکرد:تاریخ و سال (link)